# Liste der Kulturdenkmale in Königsee
In der Liste der Kulturdenkmale in Königsee sind alle Kulturdenkmale der thüringischen Stadt Königsee (Landkreis Saalfeld-Rudolstadt) und ihrer Ortsteile aufgelistet (Stand: 12. Februar 2013).

## Barigau
Einzeldenkmale
| Bild                           | Bezeichnung    | Lage    | Datierung       | Beschreibung | ID |
| ------------------------------ | -------------- | ------- | --------------- | ------------ | -- |
| weitere Bilder Fotos hochladen | Barigauer Turm | (Karte) | 10. August 1912 |              |    |
| Fotos hochladen                | Wohnhaus       | (Karte) |                 |              |    |
| Fotos hochladen                | Wohnhaus       | (Karte) |                 |              |    |

## Dörnfeld an der Heide
Einzeldenkmale
| Bild                           | Bezeichnung | Lage                                                            | Datierung | Beschreibung | ID |
| ------------------------------ | --- | --------------------------------------------------------------- | --------- | ------------ | -- |
| Fotos hochladen                | Landeshoheitszeichen (Hoheitsstein) des Fürstentums Schwarzburg-Rudolstadt an der B 88 zwischen Dörnfeld a. d. Heide und Pennewitz | An der B 88 zwischen Dörnfeld a. d. Heide und Pennewitz (Karte) |           |              |    |
| weitere Bilder Fotos hochladen | Kirche mit Ausstattung und Glockenhaus                                                                                             | Dörnfeld 14 (Karte)                                             |           |              |    |
| Fotos hochladen                | Ehemaliges Pfarrhaus mit Scheune                                                                                                   | Dörnfeld 15 (Karte)                                             |           |              |    |
| Fotos hochladen                | Gasthaus „Tiroler Hof“ | Dörnfeld 20 (Karte)                                             |           |              |    |
| Fotos hochladen                | Wappenstein am ehemaligen Gutshaus                                                                                                 | Dörnfeld 78 (Karte)                                             |           |              |    |

## Egelsdorf
Einzeldenkmale
| Bild                           | Bezeichnung            | Lage               | Datierung | Beschreibung | ID |
| ------------------------------ | ---------------------- | ------------------ | --------- | ------------ | -- |
| weitere Bilder Fotos hochladen | Kirche mit Ausstattung | Kirchgasse (Karte) |           |              |    |

## Garsitz
Einzeldenkmale
| Bild                           | Bezeichnung                 | Lage                               | Datierung | Beschreibung | ID |
| ------------------------------ | --------------------------- | ---------------------------------- | --------- | ------------ | -- |
| weitere Bilder Fotos hochladen | Glockenhaus mit Ausstattung | Am nordwestlichen Ortsrand (Karte) |           |              |    |

## Hengelbach
Einzeldenkmale
| Bild                           | Bezeichnung            | Lage                          | Datierung | Beschreibung | ID |
| ------------------------------ | ---------------------- | ----------------------------- | --------- | ------------ | -- |
| weitere Bilder Fotos hochladen | Kirche mit Ausstattung | Am südlichen Ortsrand (Karte) |           |              |    |

## Horba
Einzeldenkmale
| Bild                           | Bezeichnung                                                      | Lage                          | Datierung | Beschreibung | ID |
| ------------------------------ | ---------------------------------------------------------------- | ----------------------------- | --------- | ------------ | -- |
| weitere Bilder Fotos hochladen | Kirche mit Ausstattung, Friedhof, Einfriedung und Kriegerdenkmal | Am südlichen Ortsrand (Karte) |           |              |    |
| Fotos hochladen                | Nebengebäude (Scheune)                                           | Horba 55 (Karte)              |           |              |    |
| Fotos hochladen                | Sonnenuhr                                                        | Horba 59 (Karte)              |           |              |    |

## Königsee

### Denkmalensemble
| Bild            | Bezeichnung                          | Lage             | Datierung | Beschreibung | ID |
| --------------- | ------------------------------------ | ---------------- | --------- | ------------ | -- |
| Fotos hochladen | Denkmalensemble „Stadtkern Königsee“ | Ortskern (Karte) |           |              |    |

### Einzeldenkmale
| Bild                           | Bezeichnung                                                                                             | Lage                            | Datierung | Beschreibung | ID |
| ------------------------------ | --- | ------------------------------- | --------- | --- | -- |
| weitere Bilder Fotos hochladen | Katholische Kirche (Friedenskirche)                                                                     | Altstadt (Karte)                |           | |    |
| Fotos hochladen                | Stadtbefestigung/Bestandteil Denkmalensemble „Stadtkern Königsee“                                       | An der Mauer (Karte)            |           | |    |
| weitere Bilder Fotos hochladen | Grundschule (Goethe-Schule) mit erstem Erweiterungsbau                                                  | Bahnhofstraße 1 (Karte)         | 1887      | Der Neubau einer Schule wurde erst am 9. April 1886 genehmigt. Die wichtigsten Bauarbeiten sollten bis zum 1. Juni 1887 abgeschlossen sein. Mit genügend Baumaterial und vielen Arbeitskräften, meist ortsansässigen Handwerkern, konnte die Schule zum 18. Oktober 1887 fertiggestellt werden. |    |
| Fotos hochladen                | Fabrikgebäude Otto Bock                                                                                 | Bahnhofstraße 5, 5a, 5b (Karte) |           | |    |
| Fotos hochladen                | Wohnhaus                                                                                                | Dr.-Dinkler-Allee 5 (Karte)     |           | |    |
| Fotos hochladen                | Wohnhaus mit Grundstück und Einfriedung                                                                 | Gartenstraße 2 (Karte)          |           | |    |
| Fotos hochladen                | Villa                                                                                                   | Gehrener Straße 8 (Karte)       |           | |    |
| Fotos hochladen                | Wohn- und Geschäftshaus mit Garten                                                                      | Gehrener Straße 9 (Karte)       |           | |    |
| Fotos hochladen                | Wohnhaus                                                                                                | Hainstraße 4 (Karte)            |           | |    |
| weitere Bilder Fotos hochladen | Evangelische Kirche (Stadtkirche)                                                                       | Kirchplatz (Karte)              |           | |    |
| Fotos hochladen                | Friedhof: Leichenhalle                                                                                  | Altstadt (Karte)                |           | |    |
| Fotos hochladen                | Friedhof: Feierhalle (nordwestlich der Leichenhalle)                                                    | Altstadt (Karte)                |           | |    |
| Fotos hochladen                | Friedhof: zwei gusseiserne Grabkreuze der Grabstätte Familie Bauer                                      | Altstadt (Karte)                |           | |    |
| Fotos hochladen                | Friedhof: Grabstätte Familie Dinkler                                                                    | Altstadt (Karte)                |           | |    |
| Fotos hochladen                | Friedhof: Grabstätte Familie von Obstfelder                                                             | Altstadt (Karte)                |           | |    |
| Fotos hochladen                | Friedhof: Grabstätte Familie Riedeler                                                                   | Altstadt (Karte)                |           | |    |
| Fotos hochladen                | Friedhof: Grabstätte Familie Schwartz                                                                   | Altstadt (Karte)                |           | |    |
| Fotos hochladen                | Villa mit Garten und Einfriedung/Bestandteil Denkmalensemble „Stadtkern Königsee“                       | Lindenstraße 9 (Karte)          |           | |    |
| Fotos hochladen                | Villa mit Garten                                                                                        | Lindenstraße 12 (Karte)         |           | |    |
| weitere Bilder Fotos hochladen | Rathaus/Bestandteil Denkmalensemble „Stadtkern Königsee“                                                | Markt 1 (Karte)                 |           | |    |
| Fotos hochladen                | Ehemalige Apotheke/Bestandteil Denkmalensemble „Stadtkern Königsee“                                     | Markt 2 (Karte)                 |           | |    |
| Fotos hochladen                | Wohnhaus/Bestandteil Denkmalensemble „Stadtkern Königsee“                                               | Markt 16 (Karte)                |           | |    |
| Fotos hochladen                | Ehemaliges Amtsgericht/Bestandteil Denkmalensemble „Stadtkern Königsee“                                 | Markt 20 (Karte)                |           | |    |
| Fotos hochladen                | Wohn- und Geschäftshaus mit Hofbebauung und Grundstück/Bestandteil Denkmalensemble „Stadtkern Königsee“ | Schwarzburger Straße 2 (Karte)  |           | |    |
| Fotos hochladen                | Wohn- und Verwaltungsgebäude/Bestandteil Denkmalensemble „Stadtkern Königsee“                           | Wilhelm-Pieck-Straße 2 (Karte)  |           | |    |

## Leutnitz
Einzeldenkmale
| Bild            | Bezeichnung | Lage                | Datierung | Beschreibung | ID |
| --------------- | ----------- | ------------------- | --------- | ------------ | -- |
| Fotos hochladen | Wohnhaus    | Leutnitz 1 (Karte)  |           |              |    |
| Fotos hochladen | Wohnhaus    | Leutnitz 10 (Karte) |           |              |    |

## Lichta
Einzeldenkmale
| Bild            | Bezeichnung | Lage                                 | Datierung | Beschreibung | ID |
| --------------- | ----------- | ------------------------------------ | --------- | ------------ | -- |
| Fotos hochladen | Villa       | Industrie- und Gewerbepark 3 (Karte) |           |              |    |
| Fotos hochladen | Gehöft      | Lichta 28 (Karte)                    |           |              |    |

## Mankenbach
Einzeldenkmale
| Bild                                    | Bezeichnung                                                                                        | Lage                          | Datierung | Beschreibung | ID |
| --------------------------------------- | -------------------------------------------------------------------------------------------------- | ----------------------------- | --------- | ------------ | -- |
| Fotos hochladen                         | Gleis / Bestandteil der Sachgesamtheit „Eisenbahnstrecke Oberweißbacher Berg- und Schwarzatalbahn“ | An Mankenbachsmühle           |           |              |    |
| Direkt Bild zu diesem Denkmal hochladen | Goldseifen-Reste                                                                                   | Koordinaten fehlen! Hilf mit. |           |              |    |
| Fotos hochladen                         | Nebengebäude                                                                                       | Mankenbach 45                 |           |              |    |
| Fotos hochladen                         | Scheune                                                                                            | Mankenbach 50                 |           |              |    |

## Milbitz bei Rottenbach
Einzeldenkmale
| Bild                           | Bezeichnung                                         | Lage                  | Datierung | Beschreibung | ID |
| ------------------------------ | --------------------------------------------------- | --------------------- | --------- | ------------ | -- |
| weitere Bilder Fotos hochladen | Kirche mit Ausstattung und historischen Grabsteinen | Schulgasse (Karte)    |           |              |    |
| Fotos hochladen                | Nebengebäude                                        | Ortsstraße 22 (Karte) |           |              |    |

## Oberhain
Einzeldenkmale
| Bild                           | Bezeichnung            | Lage                          | Datierung | Beschreibung | ID |
| ------------------------------ | ---------------------- | ----------------------------- | --------- | ------------ | -- |
| weitere Bilder Fotos hochladen | Kirche mit Ausstattung | Am oberen Ortsausgang (Karte) |           |              |    |
| Fotos hochladen                | Laufbrunnen            | Am Pfarrhaus                  |           |              |    |
| Fotos hochladen                | Pfarrhaus              | Oberhain 12                   |           |              |    |
| Fotos hochladen                | Wohnhaus               | Oberhain 50                   |           |              |    |

## Oberköditz
Einzeldenkmale
| Bild            | Bezeichnung                                               | Lage                                   | Datierung | Beschreibung | ID |
| --------------- | --------------------------------------------------------- | -------------------------------------- | --------- | ------------ | -- |
| Fotos hochladen | Friedhofskapelle mit Ausstattung und Freitreppe           | Hanglage am südlichen Ortsrand (Karte) |           |              |    |
| Fotos hochladen | Fabrikantenvilla mit Nebengebäude, Garten und Einfriedung | Hauptstraße 22 (Karte)                 |           |              |    |

## Paulinzella
Einzeldenkmale
| Bild                           | Bezeichnung                                                     | Lage                                           | Datierung | Beschreibung | ID |
| ------------------------------ | --------------------------------------------------------------- | ---------------------------------------------- | --------- | ------------ | -- |
| Fotos hochladen                | Räucherhaus an den Fischteichen                                 | An der L1114 am Fischteich (Karte)             |           |              |    |
| weitere Bilder Fotos hochladen | Zinsboden                                                       | Dorfmitte in der Senke nahe am Kloster (Karte) |           |              |    |
| Fotos hochladen                | Mönchsbrunnen im Pechstal                                       | Nordöstlich ca. 800 m im Wald (Karte)          |           |              |    |
| Fotos hochladen                | Eisenbahnviadukt                                                | Am Wanderweg Richtung Singen (Karte)           |           |              |    |
| weitere Bilder Fotos hochladen | Bahnhof (Bahnhofsanlage mit Empfangsgebäude und Geräteschuppen) | Bahnhof Paulinzella 1 (Karte)                  |           |              |    |
| BW                             | Friedhof, Grabstätte Schulze/Dr. Kalkowsky                      | Friedhof (Karte)                               |           |              |    |
| Fotos hochladen                | Forsthaus mit Stall und Samendarre                              | Paulinzella 1 (Karte)                          |           |              |    |
| Fotos hochladen                | Kellerhaus des alten Forsthauses                                | Paulinzella 1a (Karte)                         |           |              |    |
| Fotos hochladen                | Amtshaus                                                        | Paulinzella 2 (Karte)                          |           |              |    |
| weitere Bilder Fotos hochladen | Jagdschloss                                                     | Paulinzella 3 (Karte)                          |           |              |    |
| Fotos hochladen                | Gasthaus                                                        | Paulinzella 8 (Karte)                          |           |              |    |
| Fotos hochladen                | Wohn- und Gasthaus mit Nebengebäuden                            | Paulinzella 8a (Karte)                         |           |              |    |
| Fotos hochladen                | Wohnhaus der Orgelbauerfamilie Schulze                          | Paulinzella 15 (Karte)                         |           |              |    |
| Fotos hochladen                | Wohnhaus                                                        | Paulinzella 17 (Karte)                         |           |              |    |

## Quittelsdorf
Einzeldenkmale
| Bild                           | Bezeichnung                            | Lage                                 | Datierung | Beschreibung | ID |
| ------------------------------ | -------------------------------------- | ------------------------------------ | --------- | ------------ | -- |
| Fotos hochladen                | Gewölbebrücke über die Königseer Rinne | B88,K128 Richtung Fröbitz (Karte)    |           |              |    |
| weitere Bilder Fotos hochladen | Kirche mit Ausstattung                 | Hanglage nördlich des Dorfes (Karte) |           |              |    |
| Fotos hochladen                | Gasthaus mit Nebengebäude              | Quittelsdorf 6 (Karte)               |           |              |    |
| Fotos hochladen                | Pfarrhaus                              | Quittelsdorf 8 (Karte)               |           |              |    |
| Fotos hochladen                | Gehöft                                 | Quittelsdorf 23 (Karte)              |           |              |    |
| Fotos hochladen                | Gehöft                                 | Quittelsdorf 31 (Karte)              |           |              |    |

## Rottenbach
Einzeldenkmale
| Bild                           | Bezeichnung | Lage                                         | Datierung | Beschreibung | ID |
| ------------------------------ | --- | -------------------------------------------- | --------- | ------------ | -- |
| Fotos hochladen                | Vollschranke/Bestandteil der Sachgesamtheit „Eisenbahnstrecke Oberweißbacher Berg- und Schwarzatalbahn“                                                     | Rudolstädter Straße (Karte)                  |           |              |    |
| Fotos hochladen                | Gleis / Bestandteil der Sachgesamtheit „Eisenbahnstrecke Oberweißbacher Berg- und Schwarzatalbahn“                                                          | Am Bahnhof 3 Bahnsteig (Karte)               |           |              |    |
| Fotos hochladen                | Gleis / Bestandteil der Sachgesamtheit „Eisenbahnstrecke Oberweißbacher Berg- und Schwarzatalbahn“                                                          | Am Bahnhof 3 Abzweig Schwarzatalbahn (Karte) |           |              |    |
| weitere Bilder Fotos hochladen | Kirche mit Ausstattung | Am Kirchplatz (Karte)                        |           |              |    |
| Fotos hochladen                | Stellwerksgebäude / Bestandteil der Sachgesamtheit „Oberweißbacher Berg- und Schwarzatalbahn“                                                               | Am Bahnhof 3 (Karte)                         |           |              |    |
| weitere Bilder Fotos hochladen | Bahnhof Rottenbach / Bestandteil der Sachgesamtheit „Oberweißbacher Berg- und Schwarzatalbahn“                                                              | Am Bahnhof 3 (Karte)                         |           |              |    |
| Fotos hochladen                | Gedenkstein „Leidensweg der Buchenwald-Häftlinge“ | Bechstedter Weg (Karte)                      |           |              |    |
| Fotos hochladen                | Ehemaliges Eisenbahnerwohnhaus mit Abortgebäude/Bestandteil der Sachgesamtheit „Eisenbahnstrecke Oberweißbacher Berg- und Schwarzatalbahn“                  | Rudolstädter Straße 2 (Karte)                |           |              |    |
| Fotos hochladen                | Ehemaliges Eisenbahnerwohnhaus mit Abortgebäude/Bestandteil der Sachgesamtheit „Eisenbahnstrecke Oberweißbacher Berg- und Schwarzatalbahn“                  | Rudolstädter Straße 4 (Karte)                |           |              |    |
| Fotos hochladen                | Scheune | Rudolstädter Straße 8 (Karte)                |           |              |    |
| Fotos hochladen                | Gehöft | Rudolstädter Straße 14 (Karte)               |           |              |    |
| Fotos hochladen                | Zwei ehemalige Eisenbahnerwohnhäuser mit je einem Abortgebäude / Bestandteil der Sachgesamtheit „Eisenbahnstrecke Oberweißbacher Berg- und Schwarzatalbahn“ | Rudolstädter Straße 24 und 26 (Karte)        |           |              |    |
| Fotos hochladen                | Ehemaliges Arbeiterwohnhaus / Bestandteil der Sachgesamtheit „Eisenbahnstrecke Oberweißbacher Berg- und Schwarzatalbahn“                                    | Rudolstädter Straße 28 (Karte)               |           |              |    |
| Fotos hochladen                | Ehemaliges Arbeiterwohnhaus / Bestandteil der Sachgesamtheit „Eisenbahnstrecke Oberweißbacher Berg- und Schwarzatalbahn“                                    | Rudolstädter Straße 30 (Karte)               |           |              |    |
| Fotos hochladen                | Wohnhaus | Rudolstädter Straße 60 (Karte)               |           |              |    |

## Solsdorf
Einzeldenkmale
| Bild                           | Bezeichnung                                         | Lage                          | Datierung | Beschreibung | ID |
| ------------------------------ | --------------------------------------------------- | ----------------------------- | --------- | ------------ | -- |
| Fotos hochladen                | Ehemaliges Warenlager der Raiffeisen-Genossenschaft | Am südlichen Ortsrand (Karte) |           |              |    |
| weitere Bilder Fotos hochladen | Kirche mit Ausstattung                              | Bergsporn, Dorfmitte (Karte)  |           |              |    |
| Fotos hochladen                | Wohnhaus                                            | Solsdorf 8 (Karte)            |           |              |    |
| Fotos hochladen                | Gehöft                                              | Solsdorf 58 (Karte)           |           |              |    |

## Storchsdorf
Einzeldenkmale
| Bild            | Bezeichnung | Lage                   | Datierung | Beschreibung | ID |
| --------------- | ----------- | ---------------------- | --------- | ------------ | -- |
| Fotos hochladen | Gehöft      | Storchsdorf 3 (Karte)  |           |              |    |
| Fotos hochladen | Wohnhaus    | Storchsdorf 10 (Karte) |           |              |    |

## Thälendorf
Einzeldenkmale
| Bild                           | Bezeichnung               | Lage                                   | Datierung | Beschreibung                      | ID |
| ------------------------------ | ------------------------- | -------------------------------------- | --------- | --------------------------------- | -- |
| weitere Bilder Fotos hochladen | Kirche mit Ausstattung    | Hanglage am östlichen Ortsrand (Karte) |           |                                   |    |
| Fotos hochladen                | Rittergut Thälendorf      | Thälendorf 12 (Karte)                  |           |                                   |    |
| Fotos hochladen                | Gehöft                    | Thälendorf 13 (Karte)                  |           | Die Reste des ehemaligen Anwesens |    |
| Fotos hochladen                | Gehöft                    | Thälendorf 19 (Karte)                  |           |                                   |    |
| Fotos hochladen                | Gehöft                    | Thälendorf 21 (Karte)                  |           |                                   |    |
| Fotos hochladen                | Ehemaliger Pfarrhof       | Thälendorf 23 (Karte)                  |           |                                   |    |
| Fotos hochladen                | Gehöft mit großer Scheune | Thälendorf 25 (Karte)                  |           |                                   |    |
| Fotos hochladen                | Gasthaus mit Tanzsaal     | Thälendorf 28 (Karte)                  |           |                                   |    |

## Unterhain
Einzeldenkmale
| Bild            | Bezeichnung | Lage        | Datierung | Beschreibung | ID |
| --------------- | ----------- | ----------- | --------- | ------------ | -- |
| Fotos hochladen | Wohnhaus    | Unterhain 2 |           |              |    |

## Unterköditz
Einzeldenkmale
| Bild                           | Bezeichnung                                                                                        | Lage                                                                      | Datierung | Beschreibung | ID |
| ------------------------------ | -------------------------------------------------------------------------------------------------- | ------------------------------------------------------------------------- | --------- | ------------ | -- |
| Fotos hochladen                | Gleis / Bestandteil der Sachgesamtheit „Eisenbahnstrecke Oberweißbacher Berg- und Schwarzatalbahn“ | Bahnübergang am ehemaligen Bahnhof Köditzberg Richtung Allendorf (Karte)  |           |              |    |
| Fotos hochladen                | Gleis / Bestandteil der Sachgesamtheit „Eisenbahnstrecke Oberweißbacher Berg- und Schwarzatalbahn“ | Bahnübergang am ehemaligen Bahnhof Köditzberg Richtung Rottenbach (Karte) |           |              |    |
| weitere Bilder Fotos hochladen | Kirche und Glockenstuhl                                                                            | Am westlichen Ortsausgang (Karte)                                         |           |              |    |

## Unterschöbling
Einzeldenkmale
| Bild                           | Bezeichnung                                                              | Lage                                    | Datierung | Beschreibung | ID |
| ------------------------------ | ------------------------------------------------------------------------ | --------------------------------------- | --------- | ------------ | -- |
| weitere Bilder Fotos hochladen | Kirche mit Ausstattung, Glockenhaus, ehemaliger Friedhof und Einfriedung | Hanglage am nördlichen Ortsrand (Karte) |           |              |    |
| Fotos hochladen                | Ehemalige Schule                                                         | Unterhalb der Kirche (Karte)            |           |              |    |
| Fotos hochladen                | Wohnhaus                                                                 | Unterschöbling 5 (Karte)                |           |              |    |
| Fotos hochladen                | Gehöft                                                                   | Unterschöbling 24 (Karte)               |           |              |    |